# 51 Andromedae
51 Andromedae (Nembus, 51 And) – piąta pod względem jasności gwiazda w gwiazdozbiorze Andromedy, odległa o 177 lat świetlnych od Słońca.

## Nazwa

Położenie gwiazdy w gwiazdozbiorze Andromedy

Gwiazda ta nosi oznaczenie Flamsteeda 51 Andromedae, które jest poprawniejsze niż wciąż stosowane oznaczenie Bayera Ypsilon Persei, gdyż nie mieści się ona w granicach gwiazdozbioru Perseusza ustalonych przez Międzynarodową Unię Astronomiczną w 1930 roku.
Ma ona nazwę własną Nembus, której pochodzenie jest nieznane. Johann Bayer błędnie określił ją jako arabską; gwiazdy nie otacza także mgławica, która mogłaby być źródłem określenia łac. nimbus (chmura). Międzynarodowa Unia Astronomiczna w 2017 roku formalnie zatwierdziła użycie nazwy Nembus dla określenia tej gwiazdy.

## Charakterystyka
Jest to olbrzym o typie widmowym K3. Jego temperatura to 4380 K, świeci on (po uwzględnieniu znacznej emisji w podczerwieni) 177 razy jaśniej niż Słońce. Pomiary interferometryczne promienia dają różne wyniki w zależności od zakresu promieniowania, co może być wynikiem różnej przejrzystości atmosfery gwiazdy dla różnych fal: w zakresie widzialnym promień jest 22 razy większy od słonecznego, ale dla dłuższych fal jest równy 28,6 R☉.